# Потапов, Иван Тимофеевич
Иван Тимофеевич Потапов — советский военный, государственный и политический деятель, генерал-майор.

## Биография

### Начальная биография
Родился в 1903 году в селе Гоньба Малмыжского уезда Вятской губернии (ныне село Малмыжского района Кировской области).  
В 1915 году обучался в Казанской церковно-приходской школе. 
В 1922 году окончил Казанский сельскохозяйственный техникум. 

### В Гражданскую войну
В феврале 1918 года добровольцем вступил в ряды РККА, красноармеецем 1-го Казанского добровольческого полка.

### В межвоенные годы
С сентября 1922 г. по октябрь 1925 года - курсант 7-й Казанской пехотной школы.
В 1925-1927 годах - красноармеец  8-й стрелковой дивизии, старшина, командир бронемашины 8-го бронедивизиона (Белорусский военный округ)
В 1927 - 1928 годах обучался на  Ленинградских бронетанковых курсах усовершенствования командного состава.
В 1928 году старший командир-руководитель технического цикла Орловской бронетанковой школы.
В 1929 году вступил в  ВКП (б)  .
В 1933 году - слушатель Московских бронетанковых курсов усовершенствования командного состава. 
С 1934 по 1938 год - начальник курса - командир роты тяжелых танков Т-28 и Т-35, помощник командира батальона по технической части, командир батальона слушателей Казанских технических курсов усовершенствования командного состава (КУКС).
В 1940 году зачислен в распоряжение Ленинградских бронетанковых курсов усовершенствования командирского состава с прикомандированием на завод им. Кирова в распоряжение военпреда.

### В Великую Отечественную войну
В начале Великой Отечественной Войны Иван Потапов в должности командиром батальона слушателей Казанских КУКС, далее, с февраля 1942 года - слушатель «Академических курсов тактико-технического усовершенствования» при Военной академии механизации и моторизации РККА им. Сталина.
В начале 1942 года назначен заместителем командира 97-й тяжелой танковой бригады, а сентября того же года - исполняющий дела командира бригады.
В 1942-43 годах получил одно легкое и два тяжелых ранения.
В сентябре 1943 года назначен  начальником 2-го Харьковского танкового училища (г. Самарканд, Узбекская ССР), САВО. 
С августа 1944 года - в должности командира 103-й танковой бригады, которой командовал по ноябрь 1944 года. Принимал участие в освобождении Варшавы 

### В послевоенные годы
С 16 июня 1945 года - исполняющий  дела заместителя командира 12-го гвардейского танкового корпуса 2-й гвардейской танковой армии. 
С 3 августа 1945 года  - в связи с преобразованием корпуса в дивизию - исполняющий  дела заместителя командира по строевой части 12-й гвардейской танковой дивизии 2-й гвардейской танковой армии.
С 12 августа 1947 года - командир 9-й танковой дивизии 1-й гвардейской механизированной армии.
В 1949-1950 годах - слушатель Высших академических курсов при Высшей военной академии им. Ворошилова.
С 1950 года - начальник Ташкентского танкового училища.
Умер 24 декабря 1953 года в Ташкенте.

## Воинские звания
- капитан (1936 г.)
- майор (1939 г.)
- Подполковник (1941 г.)
- Полковник (1942 г.)
- Генерал-майор (1949 г.)

## Награды
- Орден Ленина (15.11.1950),
- Четыре ордена Красного Знамени (08.04.1943, 04.08.1943, 17.02.1945, 1945),
- Орден Суворова II степени (31.05.1945),
- Орден Кутузова II степени (05.04.1945),
- Орден Красной Звезды (30.01.1943),
- Медаль «За победу над Германией в Великой Отечественной войне 1941—1945 гг.»,
- Медаль «За взятие Берлина» (1945),
- Медаль «За освобождение Варшавы» (1945),
- Юбилейная медаль «30 лет Советской Армии и Флота» (1948),
- Орден Virtuti militari IV класса (Золотой крест) (1945)